# Platybunus buresi
Platybunus buresi is een hooiwagen uit de familie echte hooiwagens (Phalangiidae).